# Estat Federat d'Eritrea
L'estat federat d'Eritrea fou la forma en què Eritrea quedà unida a l'imperi d'Etiòpia des del 15 de setembre de 1952, quan es va acabar l'administració britànica i de l'ONU sobre l'antiga colònia d'Eritrea, arrabassada als italians el 1941, fins a la definitiva annexió etíop el 14 de novembre de 1962.

## Història
En el curs de la Segona Guerra Mundial, la colònia italiana d'Eritrea fou ocupada per les forces de l'Imperi Britànic el 1941.
El 2 de desembre de 1950 l'ONU va acceptar establir el futur d'Eritrea. El 19 de febrer de 1951 fou enviada al país, sota administració britànica, una comissió de les Nacions Unides sota un alt Comissionat, el bolivià Eduardo Arce Matienzo. Llavors se sabia que el poble eritreu es decantava per la independència. però Estats Units tenia interès en la incorporació del territori al seu aliat Etiòpia.
La comissió va proposar l'establiment d'una forma d'associació federal amb Etiòpia i l'assemblea general de l'ONU va adoptar la proposta, amb l'afegit que l'administració britànica s'havia d'acabar com a màxim el 15 de setembre de 1952. Els britànics van organitzar eleccions per una assemblea representativa de 68 membres el 16 de març de 1952. Aquest cos va redactar una constitució per establir l'estat federal, treball que fou entregat al comissionat de l'ONU el 10 de juliol de 1952. L'11 de setembre de 1952 l'emperador d'Etiòpia va ratificar la constitució i l'assemblea representativa va esdevenir Assemblea d'Eritrea; el dia 15 de setembre la colònia va esdevenir l'estat federat d'Eritrea.
La constitució de l'estat garantia autonomia i drets democràtics, però quasi des del començament aquestos drets van començar a ser ignorats o violats. La resolució de l'ONU del 15 de setembre de 1952 que transferia l'estat a Etiòpia establia una estructura federal sota sobirania de l'emperador, però amb plena separació de l'administració de justícia, administració interna, una bandera pròpia, policia, administració local, i taxes. El govern imperial tindria el control dels afers exteriors (inclòs el comerç), defensa, finances i transports. El primer cap executiu d'Eritrea (15 de setembre de 1952) fou Ato Tedla Bairu (1914-1981) que fou obligat a dimitir per l'emperador el 29 de juliol de 1955 i el va substituir Asfaha Woldemikael, més proper als etíops. L'amhàric fou declarat idioma oficial al lloc de l'àrab i el tigrinya; la bandera eritrea fou prohibida el 1959. Es va establir la censura i les empreses i negocis foren desplaçats fora del país. El 1958 es va fundar el Moviment d'Alliberament d'Eritrea amb estudiants, intel·lectuals i treballadors urbans, sota la direcció d'Hamid Idris Awate; aquest moviment, polític, va haver de treballar en la clandestinitat.
El desembre del 1959 va entrar en funcions el nou cap executiu eritreu Abiye Abebe. El 20 de maig de 1960 l'emperador va decretar la conversió d'Eritrea en província autònoma sota un cap administrador (el mateix Abebe) i la constitució va quedar en suspens. Sota pressió etíop l'assemblea va votar l'abolició de la federació i la unió a Etiòpia el 14 de novembre de 1962. l'Assemblea eritrea fou dissolta. En aquest moment el Moviment d'Alliberament d'Eritrea ja havia estat desmantellat per les forces de seguretat etíops.
En aquest temps va sorgir el Front d'Alliberament d'Eritrea, fundat al Caire per exiliats el 1960, que propugnava obertament la lluita armada per la independència. La major part dels seus membres eren musulmans de la part occidental del país. Les primeres operacions militars es van fer el 1961 i es van incrementar després de la dissolució de la federació el novembre de 1962.

## Escut i bandera

Bandera d'Eritrea (1952–1961).

Sota administració britànica fou restablert l'escut vigent de 1919 a 1926: partit en dos camps, el superior de planta amb un lleó de gules mirant a l'esquerra de l'observador; l'inferior azure amb tres ones blanques simbolitzant el mar. Va romandre vigent fins al 15 de setembre de 1952.
Des de 1950 es va discutir sobre la bandera. El 1951 es va proposar pel Bloc Democràtic que fossin adoptades dues banderes: una per Eritrea i una per la federació Etíop-eritrea, proposta que no va prosperar i finalment la bandera d'Etiòpia fou reconeguda també com a bandera federal, però hauria d'incorporar el lleó imperial, que no figuraria a la bandera d'Etiòpia. La bandera d'Eritrea va rebre diverses propostes; la Lliga Musulmana (majoritària a la província occidental= va proposar bandera amb el color blau de l'ONU amb sis estels blancs en cercle al centre, un per cada districte (els antics comissariats italians de Bassopiano Occidentale, Bassopiano Orientale e Dancalia, Cheren, Confine Meridionale, Hamasien, i Dancalia Meridionale). Els cristians van acceptar el color blau però van proposar la corona imperial en lloc dels estels. Aquesta proposta fou rebutjada pels musulmans; un principi d'acord es va aconseguir quan es va proposar un sol estel i una branca d'olivera, acceptat per les dues parts, ja que l'olivera era bona per tots; el disseny fou millorat i el 15 de setembre de 1952 es va hissar una bandera amb una rama d'olivera al centra rodejada en cercle per dues branques d'olivera, en color verd, sobre fons blau de l'ONU. L'emblema central feu funcions d'escut de l'estat federat.
El 1959 la bandera fou prohibida i la bandera d'Etiòpia va substituir la bandera federal i a la d'Eritrea. La bandera d'Eritrea fou adoptada el 1960 com a bandera del Front d'Alliberament d'Eritrea.